# Aeroportul Internațional Dushanbe
Aeroportul Internațional Dushanbe (IATA: DYU, ICAO: UTDD) este un aeroport din Dușanbe, Tadjikistan ce deservește zona Dușanbe. Aeroportul a fost tranzitat în 2019 de 1.422.204 pasageri. A fost deschis în 1964 și numit după zona deservită.
Situat la o altitudine de 785 m, aeroportul dispune de 1 pistă.

## Infrastructură

### Piste
Aeroportul dispune de o singură pistă. Pista 09/27 are suprafața de asfalt și dimensiunile 3.100 m × 45 m. 